# Herman Nicolaas van der Voort
Herman Nicolaas van der Voort (Rotterdam, 15 november 1900 – Rotterdam, 2 mei 1982) was een Nederlandse schrijver die vooral detectiveromans publiceerde onder het pseudoniem Edward Multon. Thans zijn er 26 pseudoniemen van hem bekend, maar het is mogelijk dat er nog meer worden ontdekt. Op zijn eenentachtigste waren er zo'n vierhonderd boeken van hem verschenen. Ongeveer 200 werden onder de naam Edward Multon uitgebracht.   
Naast dat pseudoniem maakte Herman van der Voort gebruik van een slordige 26 andere aliassen, zoals Ozaki Kamakura, Tsjang Wei Foe, Maurice Granville, Ramón Mendoza, Werner Klaus, Lino Monelli, Hamad Al-Salim, Donald Russell, Peter Robbins, Jefferson Moore, John D. Burton of als Jules Moran. Ook oorlogsboeken, avonturenboeken en erotische werken behoorden tot zijn oeuvre. De meeste titels van Herman van der Voort zijn te vinden bij onderstaande externe linken. 
Van der Voort produceerde ongeveer twaalf tot zestien boeken per jaar. Zijn boeken verschenen na WO II tot in de jaren zeventig bij uitgeverijen als Fiat (Gent), A.L. van Kersen (Den Haag), De Ster (Antwerpen), Internationale Romanuitgaven (Groningen/Amsterdam), Gebr. Graauw's Uitg., De Stuw, De Combinatie, De Boekenmolen, World Pocket Books, Club privé du livre en De Vrije Pers (alle Rotterdam), Ridderhof en Kerco (Ridderkerk/Rotterdam) en Nooitgedacht (Hilversum). Zo'n tien boeken van hem kwamen ook in Duitse vertaling uit.